# Lavrinhas
Lavrinhas là một đô thị ở bang São Paulo của Brasil, trong tiểu vùng Guaratinguetá. 

## Địa lý
Đô thị này nằm ở vĩ độ 22º34'15" độ vĩ nam và kinh độ 44º54'08" độ vĩ tây, trên khu vực có độ cao 508 m. Dân số năm 2004 ước tính là 6.692 người. 
Đô thị này có diện tích 166,9 km². A Mật độ dân số é de 39,98 hab/km².
Các đô thị giáp ranh gồm Passa-Quatro (MG) về phía bắc, Queluz về phía đông, Silveiras về phía đông nam và Cruzeiro về phía tây.

## Thông tin nhân khẩu
Dữ liệu dân số theo điều tra dân số năm 2000
Tổng dân số: 6.008
- Dân số thành thị: 5.307
- Dân số nông thôn: 701
- Nam giới: 3.065
- Nữ giới: 2.943

Mật độ dân số (người/km²): 36,00
Tỷ lệ tử vong trẻ sơ sinh dưới 1 tuổi (trên một triệu người): 14,38
Tuổi thọ bình quân (tuổi): 72,03
Tỷ lệ sinh (số trẻ trên mỗi bà mẹ): 2,61
Tỷ lệ biết đọc biết viết: 89,84%
Chỉ số phát triển con người (HDI-M): 0,768
- Chỉ số phát triển con người - Thu nhập: 0,648
- Chỉ số phát triển con người - Tuổi thọ: 0,784
- Chỉ số phát triển con người - Giáo dục: 0,872

(Nguồn: IPEADATA)